# The Ultimate Collection (álbum de Sade)
The Ultimate Collection es el segundo álbum recopilatorio de la banda británica Sade, lanzado el 3 de mayo de 2011 por el sello RCA Records. Incluye varios éxitos como «Your Love Is King», «Smooth Operator», «By Your Side», «No Ordinary Love» y «Soldier of Love» y cuatro pistas nuevas, una versión de «Still in Love with You» (1974) de Thin Lizzy, una remezcla de «The Moon and the Sky» con el rapero estadounidense Jay-Z, temas de Soldier of Love y dos canciones inéditas: «I Would Have Never Guessed» y «Love Is Found». La banda promocionó el disco con una gira titulada Sade Live.

## Lista de canciones
- Disco uno:

| Disco uno |                                   |                               |                     |          |  |
| N.º       | Título                            | Escritor(es)                  | Álbum               | Duración |  |
| 1.        | «Your Love Is King»               | Adu, Matthewman               | Diamond Life        | 3:41     |  |
| 2.        | «Smooth Operator»                 | Adu, St. John                 | Diamond Life        | 4:16     |  |
| 3.        | «Hang on to Your Love»            | Adu, Matthewman               | Diamond Life        | 4:29     |  |
| 4.        | «The Sweetest Taboo»              | Adu, Ditcham                  | Promise             | 4:25     |  |
| 5.        | «Is It a Crime»                   | Adu, Matthewman, Hale         | Promise             | 6:16     |  |
| 6.        | «Never as Good as the First Time» | Adu, Matthewman, Denman, Hale | Promise             | 3:58     |  |
| 7.        | «Jezebel»                         | Adu, Matthewman               | Promise             | 5:27     |  |
| 8.        | «Love Is Stronger Than Pride»     | Adu, Hale, Matthewman         | Stronger Than Pride | 4:17     |  |
| 9.        | «Paradise»                        | Adu, Hale, Matthewman, Denman | Stronger Than Pride | 3:36     |  |
| 10.       | «Nothing Can Come Between Us»     | Adu, Matthewman, Hale         | Stronger Than Pride | 3:52     |  |
| 11.       | «No Ordinary Love»                | Adu, Matthewman               | Love Deluxe         | 7:19     |  |
| 12.       | «Kiss of Life»                    | Adu, Hale, Matthewman, Denman | Love Deluxe         | 4:10     |  |
| 13.       | «Feel No Pain»                    | Adu, Hale, Matthewman         | Love Deluxe         | 5:08     |  |
| 14.       | «Bullet Proof Soul»               | Adu, Hale, Matthewman         | Love Deluxe         | 5:26     |  |

- Disco dos:

| Disco dos |                                             |                                 |                                  |          |  |
| N.º       | Título                                      | Escritor(es)                    | Álbum                            | Duración |  |
| 1.        | «Cherish the Day»                           | Adu, Hale, Matthewman           | Love Deluxe                      | 6:17     |  |
| 2.        | «Pearls»                                    | Adu, Hale                       | Love Deluxe                      | 4:35     |  |
| 3.        | «By Your Side»                              | Adu, Hale, Matthewman, Denman   | Lovers Rock                      | 4:34     |  |
| 4.        | «Immigrant»                                 | Adu, Podrazik                   | Lovers Rock                      | 3:48     |  |
| 5.        | «Flow»                                      | Adu, Hale, Matthewman, Denman   | Lovers Rock                      | 4:34     |  |
| 6.        | «King of Sorrow»                            | Adu, Hale, Matthewman, Denman   | Lovers Rock                      | 4:53     |  |
| 7.        | «The Sweetest Gift»                         | Adu, Matthewman                 | Lovers Rock                      | 2:18     |  |
| 8.        | «Soldier of Love»                           | Adu, Hale, Matthewman, Denman   | Soldier of Love                  | 5:59     |  |
| 9.        | «The Moon and the Sky»                      | Adu, Hale, Matthewman           | Soldier of Love                  | 4:28     |  |
| 10.       | «Babyfather»                                | Adu, Matthewman, Janes, Nichols | Soldier of Love                  | 4:40     |  |
| 11.       | «Still in Love with You»                    | Lynott                          | inédito                          | 4:24     |  |
| 12.       | «Love Is Found»                             | Adu, Matthewman, Hale, Denman   | inédito                          | 4:08     |  |
| 13.       | «I Would Never Have Guessed»                | Adu, Momrelle, Hale             | inédito                          | 2:56     |  |
| 14.       | «The Moon and the Sky» (remezcla con Jay-Z) | Adu, Matthewman, Hale, Shebib   | inédito                          | 4:26     |  |
| 15.       | «By Your Side» (remezcla de Neptunes)       | Adu, Matthewman, Hale, Denman   | Sencillo en CD de «By Your Side» | 3:57     |  |

- Fuente:.[1]

## Listas y certificaciones
| Lista (2011)                    | Posición |
| ------------------------------- | -------- |
| Australian Albums Chart         | 35       |
| Austrian Albums Chart           | 22       |
| Belgian Albums Chart (Flanders) | 8        |
| Belgian Albums Chart (Wallonia) | 13       |
| Croatian Albums Chart           | 10       |
| Czech Albums Chart              | 1        |
| Danish Albums Chart             | 7        |
| Dutch Albums Chart              | 12       |
| Finnish Albums Chart            | 18       |
| French Albums Chart             | 23       |
| German Albums Chart             | 17       |
| Greek Albums Chart              | 9        |
| Hungarian Albums Chart          | 4        |
| Irish Albums Chart              | 10       |
| Italian Albums Chart            | 10       |
| Japanese Albums Chart           | 22       |
| Mexican Albums Chart            | 42       |
| New Zealand Albums Chart        | 21       |
| Norwegian Albums Chart          | 19       |
| Polish Albums Chart             | 3        |
| Portuguese Albums Chart         | 22       |
| Russian Albums Chart            | 8        |
| Scottish Albums Chart           | 12       |
| Spanish Albums Chart            | 14       |
| Swedish Albums Chart            | 6        |
| Swiss Albums Chart              | 11       |
| UK Albums Chart                 | 8        |
| EE. UU Billboard 200            | 7        |
| EE. UU R&B/Hip-Hop Albums       | 2        |
| EE. UU Gospel Albums            | 40       |

| País    | Certificaciones |
| ------- | --------------- |
| Hungría | Oro             |
| Polonia | 4x platino      |

### Listas de fin de año
| Lista (2011)                    | Posición |
| ------------------------------- | -------- |
| Belgian Albums Chart (Flanders) | 73       |
| Belgian Albums Chart (Wallonia) | 84       |
| Hungarian Albums Chart          | 32       |
| Polish Albums Chart             | 2        |
| Swedish Albums Chart            | 92       |
| EE. UU R&B/Hip-Hop Albums       | 50       |

## Historial de lanzamientos
| País            | Fecha             | Sello        | Formato              |
| --------------- | ----------------- | ------------ | -------------------- |
| Estados Unidos. | 3 de mayo de 2011 | Epic Records | CD, descarga digital |
| Reino Unido     | 9 de mayo de 2011 | RCA Records  | CD, descarga digital |